# العصب الشوكي العنقي 2
العصب الشوكي العنقي 2 (C2) هو عصب شوكي من الجزء العنقي. وهو جزء من العضلة العنقية مع الأعصاب C1 وC3 التي تشكل أحيانًا جزءًا من الجذر العلوي للعضلة العنقية. كما أنه يتصل بالجذر السفلي للعضلة العنقية مع C3.
ينشأ من العمود الفقري من أعلى الفقرة العنقية الثانية (C2).
يعصب العصب C2 عضلات العضلة المستقيمة الأمامية للرأس والعضلة المستقيمة الجانبية للرأس، ويوفر الأعصاب الحسية للعضلة شبه المنحرفة والجزء الخلفي من فروة الرأس والرقبة العلوية. 
عند المفصل الأطلسي المحوري، يخرج العصب الشوكي C2 من الحبل الشوكي عبر فتحة عظمية صغيرة تُعرف بالثقبة الفقرية الواقعة فوق الفقرة C2. يتكون هذا العصب من مكونات حسية وحركية.
يغطي قطاع الجلد C2 مناطق محددة من الجلد تتلقى مدخلات حسية من العصب C2. تشمل هذه المناطق الأجزاء العلوية والخلفية من فروة الرأس، وجلد مقدمة الرقبة، وشحمة الأذن. يمثل قطاع العضلات C2 مجموعة من العضلات التي يتحكم بها العصب C2. هذه العضلات مسؤولة عن تمكين انحناء الرقبة للأمام.
يخرج العصب القذالي الكبير، والعصب القذالي الصغير، والعصب الأذني الكبير، والعصب الرقبي المستعرض جميعها من الفقرة C2، مع مشاركة الأخيرين مع الفقرة C3.